# Crummock Water
Crummock Water är en sjö i Storbritannien.   Den ligger i riksdelen England, i den centrala delen av landet, 400 km nordväst om huvudstaden London. Crummock Water ligger 99 meter över havet. Arean är 2,6 kvadratkilometer. I omgivningarna runt Crummock Water växer i huvudsak blandskog. Den sträcker sig 3,7 kilometer i nord-sydlig riktning, och 1,8 kilometer i öst-västlig riktning.